# Tesla řada B117
Tesla B117 je řada magnetofonů vyráběná pravděpodobně podnikem Tesla Přelouč n. p. v letech 1979 – 1986 pro školy. Patřily do ní magnetofony Tesla B117, B117b a B117c. Tesla B117 byl s celou výbavou, B117b neměl ovládání diaprojektoru a nikdy se nevyráběl. B117c byla nejchudší verze řady B117. Magnetofon B117c neměl ovládání diaprojektoru, reproduktor a koncový zesilovač.